# Анастасия Львовна
Анастасия Львовна (польск. Anastazja; ум. 12 марта 1335) — княжна из рода Рюриковичей, дочь Льва Даниловича Галицкого, жена князя Земовита Добжинского.

## Биография
Анастасия была дочерью князя Льва Даниловича Галицкого (ок. 1228—ок. 1301) и его жены Констанции (1237—не ранее 1288), дочери венгерского короля Белы IV. Брак её родителей состоялся в 1246 или 1247 году.
Известно, что во время татаро-монгольского нашествия на рубеже 1287/1288 её мать Констанция скрывалась в Польше в монастыре в Старом Сонче. Возможно, Анастасия и её сестра Святослава были с ней.
В 1296 году Анастасия была выдана замуж за добжинского князя Земовита (ок. 1265—1312). Этот брак мог быть инспирирован братом Земовита Владиславом Локетком.
В 1303 году против Земовита выступают его племянники, которых поддерживает добжинская знать, недовольная проводимой им прочешской политикой в пользу короля Чехии и Польши Вацлава II. Их войска вступили в Добжинь и окрестные земли, сам он оказался в плену. Возможно, вместе с ним в плен попала и Анастасия. Земовит смог бежать в следующем году (неизвестно, с семьёй или нет), и к 1305 году он восстановил власть в княжестве.
В 1310 году Земовит отказался платить десятину и за это был отлучён от церкви вместе с семьёй.
Через два года он умер, и Анастасия осталась регентшей в княжестве при их малолетних детях под покровительством Владислава I Локетка, который в то время уже был правителем Польши.
В 1316 году Анастасии и её сыновьям Болеславу и Владиславу удалось договориться с епископом Плоцким Флорианом о возвращении оплаты церковной десятины, и отлучение было с них снято. В том же году оба её сына стали править в княжестве самостоятельно. Её сын Владислав Горбатый в 1323 году, после смерти её племянников Льва и Андрея, претендовал на то, чтобы стать их наследником.

## Брак и дети
Муж — с 1296 года Земовит (ок. 1265—1312), князь Добжинский, сын Казимира I, князя Куявского и Евфросинии, дочери опольско-рацибужского князя Казимира.
Дети:
- Лешек (ок. 1300 — не позднее 10 июля 1316)
- Владислав Горбатый (1303/1305—1351/1352), князь Добжинский в 1312—1327/1328 и с 1343, князь Ленчицкий с 1327/1328.
- Казимир (ок. 1304 — не позднее 10 июля 1316)
- Болеслав (ок. 1305—1328), князь Добжинский в 1312—1327/1328, князь Ленчицкий с 1327/1328.
- Юдит (ум. не ранее 1313)

Его сыновья не оставили потомства, и после смерти Владислава Горбатого княжество вошло в состав Королевства Польского.